# Деймиън Марли
Деймиън Марли e ямайски музикант, най-малкият син на Боб Марли.

## Биография
Деймиън Марли e роден на 21 юли 1978 в Кингстън, Ямайка). Марли е единственото дете на Боб Марли от Синди Брейкспиър, която печели конкурса Мис Свят през 1976 г. Деймиън става популярен под псевдонима Junior Gong. Започва музикалната си кариера още от ранно детство, като вокалист на The Shepards. Групата е млада и в нея участват все деца на известни реге музиканти. След залеза на групата Деймиън започва да гради самостоятелна кариера. Дебютният му сингъл излиза през 1993 година, носи името „Deejay Degree“ и е издаден от Tuff Gong Records – лейбъла на неговия баща. На следващата година излиза и песента „Sexy Girls On My Mind“, този път под лейбъла Main Street.
Следващият музикален продукт на младия творец се появява през 1999 и се нарича „School Controversy“ и е включен в компилацията „Positively Reggae“ на Epic/Sony Wonder. Приходите от тази компилация са предназначени за ямайската фондация Leaf of Life, която е в помощ на децата, носещи вируса ХИВ. Деймиън Марли е избран за говорител и представител на компилацията. Същата година е поканен и като гост в турнето на Шаба Ранкс World Unity, където излиза на сцена заедно с брат си Джулиан и пеят по фестивали като Reggae Sunsplash и Reggae Sunfest.
Деймиън Марли е още ученик в гимназията, когато започва първите си записи по албума „Mr. Marley“. Записите се правят в семейното студио Marley Music, а продуцент на албума е Стивън Марли. Албумът е смесица от съвременни реге мотиви, заразни денсхол ритми и тежки хип-хоп бийтове. Включени са няколко подновени версии на старите му бащини хитове, както и парчето „Me Name Junior Gong“, което става номер едно в класациите.
През петте години, които изминават след излизането на дебютния албум, Деймиън Марли се развива и узрява, както като музикант, така и като поет. Неговите неотклонни убеждения ясно се виждат и в новия му албум „Halfway Tree“ – отново продукция на брат му Стивън.
На годишните музикални награди „Грами“ през 2006 Деймиън печели приза „Най-добър реге албум“ за албума „Welcome To Jamrock“ и наградата „Най-добро ърбън/алтернативно изпълнение“ за песента „Welcome To Jamrock“. Той е първият реге изпълнител, награден с „Грами“ в друга категория, освен тази за реге.
Деймиън Марли е и големият победител в годишните награди за реге за 2006. Номиниран в 6 категории, изпълнителят успява да спечели всичките награди. Сред тях са признанието за изпълнител на годината, най-добра песен, албум, клип.
Деймиън е последовател на религиозното движение растафари. Музиката, която прави, отразява както вярванията му, така и водещите принципи на движението: една любов, една планета и свобода за всички.

## Дискография

### Албуми

#### Mr. Marley
- Trouble
- Love and Inity
- 10 000 Chariots
- Old War Chant
- Party Time
- Kingston 12
- Keep On Growing
- Searching (So Much Bubble)
- One More Cup of Coffee
- Julie
- Me Name Jr. Gong
- Mr. Marley

#### Halfway Tree
- Educated Fools
- More Justice
- It Was Written
- Catch a Fire
- Still Searchin'
- She Needs My Love
- Mi Blenda
- Where Is the Love
- Harder (Interlude)
- Born to be Wild
- Give Dem Some Way
- Half Way Tree (Interlude)
- Paradise Child
- Stuck in Between
- Half Way Tree
- Stand a Chance – Yami Bolo

#### Welcome to Jamrock
- Confrontation
- There For You
- Welcome to Jamrock
- The Master Has Come Back
- All Night (featuring Stephen Marley)
- Beautiful (featuring Bobby Brown)
- Pimpa's Paradise (featuring Stephen Marley and Black Thought
- Move!
- For the Babies (featuring Stephen Marley)
- Hey Girl (featuring Stephen Marley and Rovleta Fraser
- Road to Zion (featuring Nas)
- We're Gonna Make It
- In 2 Deep
- Khaki Suit (featuring Bounty Killer and Eek-A-Mouse)

### Сингли
- „Welcome to Jamrock“ (2005)
- „There for You“ (2005)
- „The Master Has Come Back“ (2005)
- „Road to Zion“ (с участието на Nas) (2005)
- „Beautiful“ (с участието на Боби Браун) (2006)

#### Rare Joints
- On loaf of bread (Gang War Riddim)
- Get A Light (с участието на Snoop Dogg)
- The Traffic Jam (с участието на Stephen Marley & Buju Banton)
- Ganja Bus (с участието на Cypress Hill)
- No, No, No (с участието на Eve)
- Revolution (с участието на Stephen Marley & Krazie Bone)
- Day By Day (с участието на Ziggy Marley)
- The Dreadful
- Still Searchin (remix) (с участието на Yami Bolo)
- Brothers Keeper (с участието на Ziggy Marley)
- No More Weapons (с участието на Steel Pulse)
- Lyrical 44 (с участието на Method Man, Redman & Stephen Marley)
- Inner Circle (original version) (с участието на Stephen Marley)
- Girlz ‘Round Da World (с участието на Morgan Heritage)
- Master Blaster (с участието на Brothers)
- Na Na Na Na (с участието на One Twelve & Spragga Benz)
- Kaya (с участието на Julian Marley)
- Now That You Got It (Remix) (с участието на Гуен Стефани)
- Could You Be Loved (Remix)
- Put Your Lighters Up (с участието на Лил Ким)
- Cruise Control (с участието на Марая Кери)

#### Distant Relatives
- As We Enter
- Tribal War (Featuring K'naan)
- Strong Will Continue
- Leaders (Featuring Stephen Marley)
- Friends
- Count Your Blessings
- Dispear
- Land Of Promise (Featuring Dennis Brown)
- In His Own Words (Featuring Stephen Marley)
- Nah Mean
- Patience
- My Generation (Featuring Joss Stone & Lil Wayne)
- Africa Must Wake Up (Featuring K'naan)